# Otwock

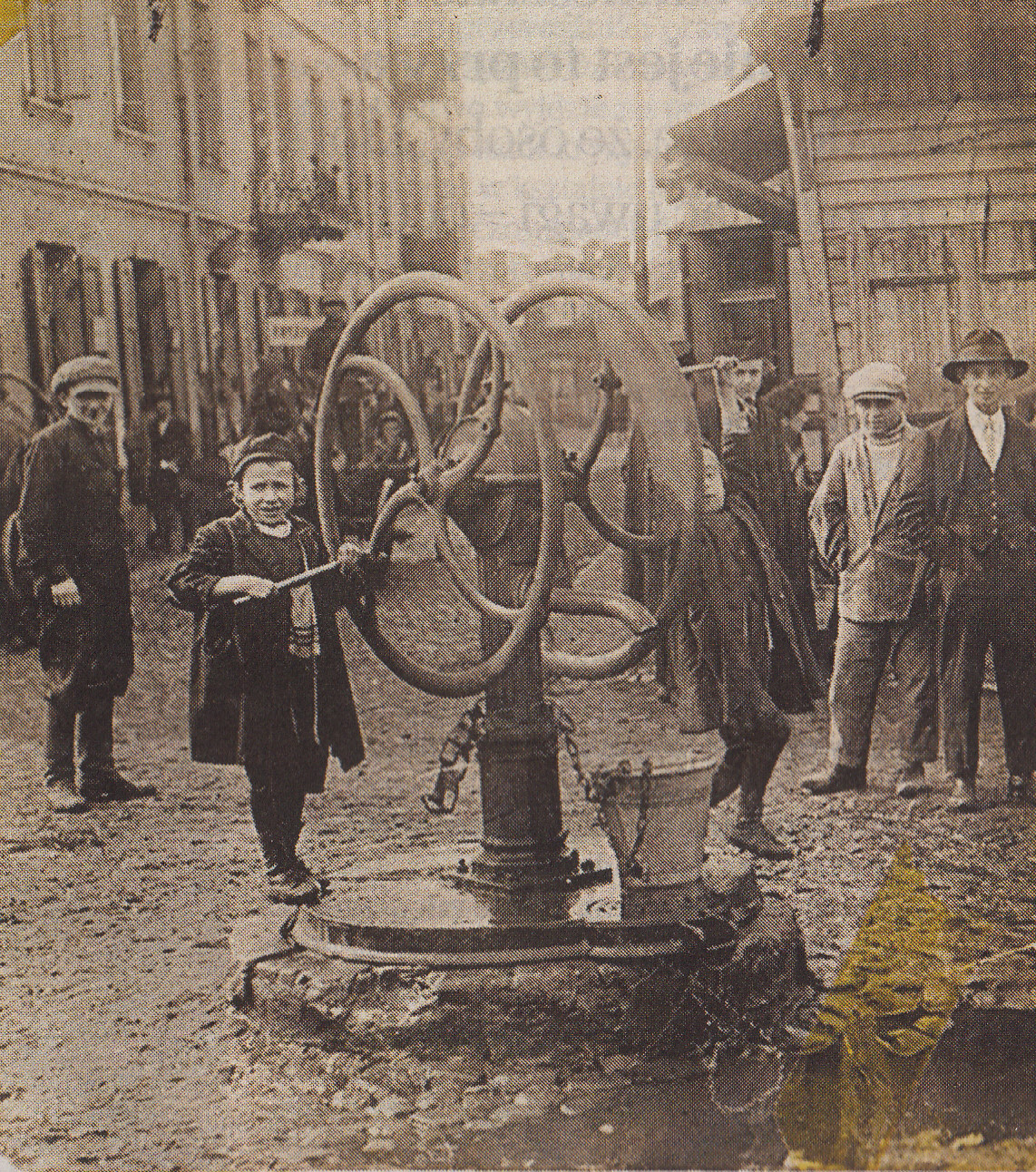
Otwock w 1927 na fotografii Altera Kacyzne, rejon ulic: Świderskiej, Andriollego i Kupieckiej

Otwock – miasto w województwie mazowieckim, siedziba powiatu otwockiego.
Otwock leży w dawnej ziemi czerskiej historycznego Mazowsza, w Dolinie Środkowej Wisły, nad rzeką Świder. Wchodzi w skład aglomeracji warszawskiej, a od centrum stolicy oddalony jest o około 23 km.
Do 1916 roku tereny obecnego Otwocka częściowo należały do gminy wiejskiej Otwock (od 1917 r. przemianowanej na gminę Karczew).
Według danych GUS z 1 stycznia 2024 r. miasto liczyło 43 895 mieszkańców, będąc 11. najludniejszym miastem w województwie.

## Położenie
Według danych z roku 2002 Otwock ma obszar 47,3 km², w tym:
- użytki rolne: 29%
- użytki leśne: 23%.

Miasto stanowi 7,7% powierzchni powiatu.
Sąsiednie gminy: Celestynów, Józefów, Karczew, Konstancin-Jeziorna, Wiązowna.

## Nazwa
Nazwa obecnego miasta Otwocka nawiązuje bezpośrednio do dawnej, centralnej siedziby dóbr otwockich, którą był pobliski Otwock Wielki. Sprzyjało temu wydzielenie w XIX i XX w. terenów obecnego miasta Otwocka z tychże dóbr i potoczne określanie tej ziemi, jako „fragmentu dóbr Otwock”.
W XV-wiecznych zapiskach dotyczących Otwocka Wielkiego, nazwa wsi pojawia się kilkukrotnie zapisana jako: Otwosko (1407 – w związku ze sporną sprawą graniczną między Ostrowcem a Otwockiem), Othwoczsko (1408), Othwoczsk (1413), Odwoczsko (1429), Odwoczsko (1437). Średniowieczna nazwa brzmiała Otwocsko. Powstała ona z dodania przyrostka -ьsko do wyrażenia ot- woda. Staropolskiemu ot odpowiadają dzisiejsze od i ot. Użycie takiego wyrażenia mogło być związane z położeniem miejscowości w obfitym w wodę starorzeczu Wisły, będącym częścią zalewowych terenów Urzecza.

## Historia

### Okres powstania styczniowego
Tereny dzisiejszych powiatów otwockiego, mińskiego i garwolińskiego w okresie powstania styczniowego wchodziły w skład powiatu stanisławowskiego oraz garwolińskiego. Organizacja spiskowa cywilna i wojskowa w przeddzień powstania rozwijała się powoli. Na początku powstania miała ona za zadanie przerzut części poborowych z Warszawy do formujących się oddziałów na terenie Podlasia.

### Powstanie i rozwój
Otwock jako miejscowość sanatoryjno-uzdrowiskowa zaistniał dzięki budowie Kolei Nadwiślańskiej pod koniec XIX w. – Otwock Sanatoryjny. Jednym z prekursorów działalności wypoczynkowej był malarz i rysownik Michał Elwiro Andriolli, który w roku 1880 zamieszkał na północ od Karczewa w folwarku Anielin zakupionym od Zygmunta Kurtza, byłego właściciela majątku Otwock Wielki. Status uzdrowiska nadała całemu regionowi działalność karczewskiego lekarza dra Józefa Mariana Geislera, który jako pierwszy otworzył gabinet w Otwocku. Geisler ordynował w Otwocku najpierw tylko w czasie sezonu, później zaś przeniósł się tu na stałe. Do dziś dnia przy obecnej ulicy Dr.J. Geislera można oglądać pozostałości jego domu. W 1893 r. utworzył on pierwsze w Polsce stałe sanatorium nizinne chorób płuc.
W sierpniu 1900 roku w mieście odbył się II Zjazd SDKPiL
Prawa miejskie od 1916 roku, siedziba władz powiatu. W mieście wiele willi w stylu świdermajer, zaprojektowanych przez Michała Elwiro Andriollego, przed II wojną światową uzdrowisko, gdzie przebywali m.in. Józef Piłsudski oraz Władysław Reymont, który tu pisał „Chłopów”. W 1924 r. Otwock został uznany za uzdrowisko posiadające charakter użyteczności publicznej.
W latach 1931–1938 w mieszkaniu stolarza Stanisława Brzezińskiego ps. „Staszek” przy ul. Słonecznej (ob. Marusarzówny) mieściła się jedna z większych drukarń Komunistycznej Partii Polski, gdzie drukowano prasę i odezwy.
W 1936 roku, jako pierwszy w Polsce, został zelektryfikowany odcinek linii kolejowej z Otwocka do Warszawy.

### II wojna światowa
Przed 1939 r. większość mieszkańców Otwocka stanowili Żydzi. W pierwszej połowie 1936 roku w mieście doszło do ekscesów o podłożu antysemickim.
W listopadzie 1940 Niemcy utworzyli w mieście getto dla ludności żydowskiej. Składało się one z dwóch części: mieszkaniowej i kuracyjnej.
Zostało ono zlikwidowane 19 sierpnia 1942 roku, kiedy to otwoccy Żydzi zostali wywiezieni, a następnie wymordowani w obozie zagłady w Treblince. Opis relacji polsko-żydowskich w Otwocku czasie II wojny światowej, funkcjonowania i likwidacji otwockiego getta opisał w swojej książce Spowiedź Calek Perechodnik.
Zakład dla Nerwowo i Psychicznie Chorych Żydów „Zofiówka” w Otwocku był jednym z 24 miejsc, gdzie rozpoczęto niemiecką akcję T4 mającą na celu eksterminację niepełnosprawnej psychicznie ludności, a będącą wstępem do uruchomienia eksterminacji na szeroką skalę (Holocaust). W sierpniu 1942 zamordowano tam 110 niepełnosprawnych umysłowo osób narodowości żydowskiej.
W czasie wojny liczba mieszkańców spadła z 20 tys. do 12 tys.

### Okres powojenny
Na podstawie dekretu PKWN z 31 sierpnia 1944 zostały utworzone miejsca odosobnienia, więzienia i ośrodki pracy przymusowej dla „hitlerowskich zbrodniarzy oraz zdrajców narodu polskiego”. Obóz pracy nr 150 Ministerstwo Bezpieczeństwa Publicznego utworzyło w Otwocku.
Po wojnie zlikwidowano zbudowaną na początku XX wieku kolej wąskotorową z Jabłonny przez Warszawę do Karczewa. W 1958 roku uruchomiono w Świerku, dzielnicy Otwocka, pierwszy w Polsce reaktor jądrowy „EWA”, później drugi „Maria”. W 1967 miasto utraciło status uzdrowiska. Po reformie administracyjnej zlikwidowano powiat, który przywrócono w 1999.
W latach 1975–1998 miasto administracyjnie należało do województwa warszawskiego.

## Części miasta

Miasto na tle powiatu

Miasto Otwock nie jest oficjalnie podzielone na dzielnice, lecz obowiązują nazwy zwyczajowe:
- Jabłonna
- Kresy Nadbrzeskie
- Mlądz
- Soplicowo
- Śródborów
- Śródmieście
- Świder Wschodni
- Świder Zachodni
- Świdry Wielkie
- Świerk
- Teklin
- Wólka Mlądzka
- Ługi

TERYT podaje następujące integralne części miejscowości, wszystkie o statusie „części miasta”:
Anielin, Bojarów, Jabłonna, Jabłonna-Górki, Kresy Nadbrzeskie, Ługi, Mlądz, Natalin, Soplicowo, Śródborów, Świder, Świdry Wielkie, Świerk, Teklin, Tolin, Wólka Mlądzka, Zamlądz.

## Klimat
| Miesiąc                          | Sty  | Lut  | Mar  | Kwi  | Maj  | Cze  | Lip  | Sie  | Wrz  | Paź  | Lis  | Gru  |
| -------------------------------- | ---- | ---- | ---- | ---- | ---- | ---- | ---- | ---- | ---- | ---- | ---- | ---- |
| Średnie temperatury w dzień [°C] | 1    | 2    | 6    | 13   | 19   | 22   | 24   | 23   | 18   | 12   | 5    | 1    |
| Średnie temperatury w nocy [°C]  | -4   | -4   | -1   | 3    | 8    | 12   | 13   | 13   | 9    | 5    | 1    | -3   |
| Opady [mm]                       | 16.5 | 20.3 | 22.1 | 29.2 | 34.3 | 48.8 | 57.7 | 38.4 | 35.3 | 25.1 | 27.9 | 23.9 |
| Źródło: msn weather 15.12.2008   |      |      |      |      |      |      |      |      |      |      |      |      |

Po latach Otwock opuścił czołówkę polskich miast z najbardziej zanieczyszczonym powietrzem.

## Zabytki

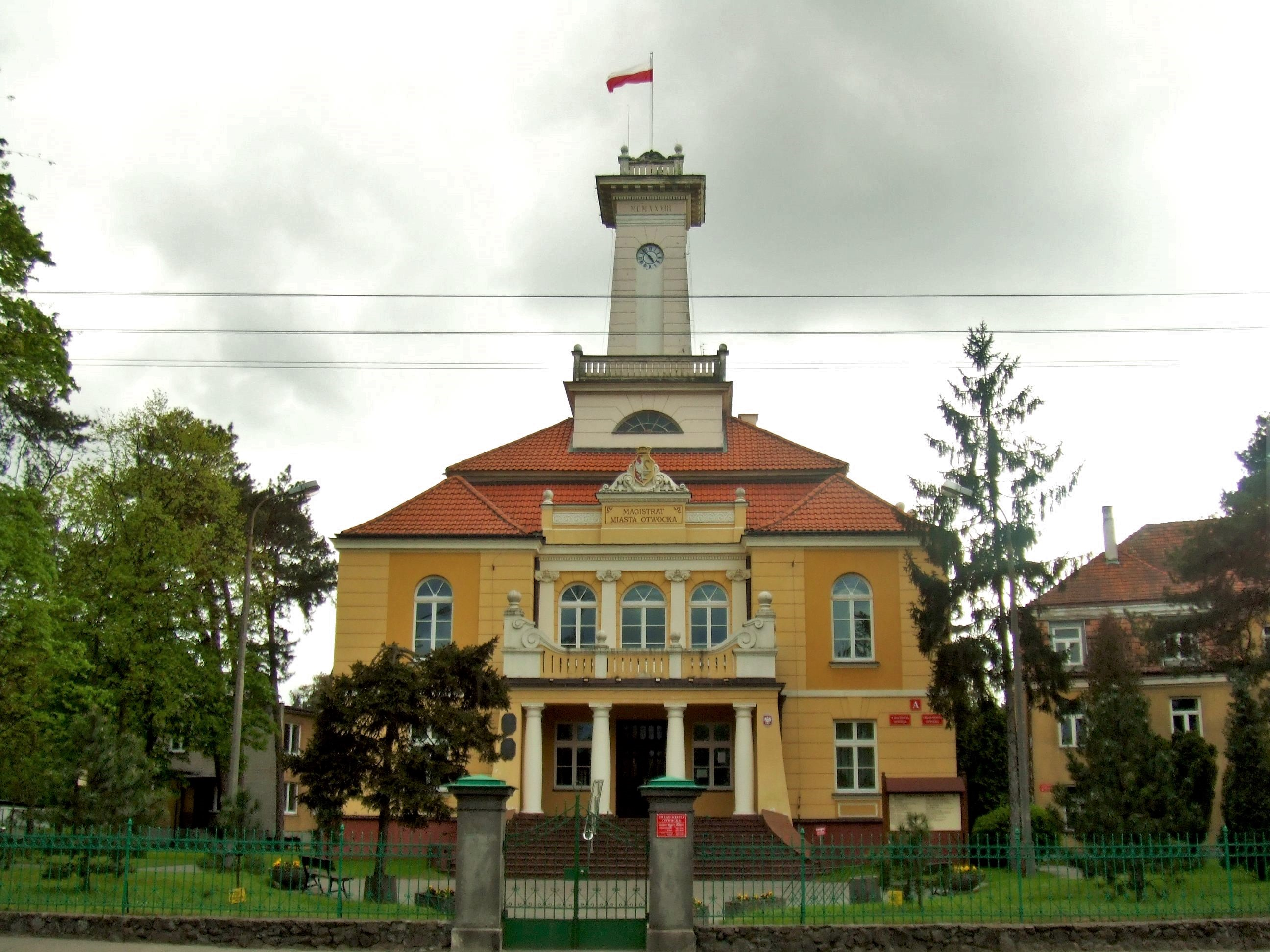
Urząd miasta w Otwocku

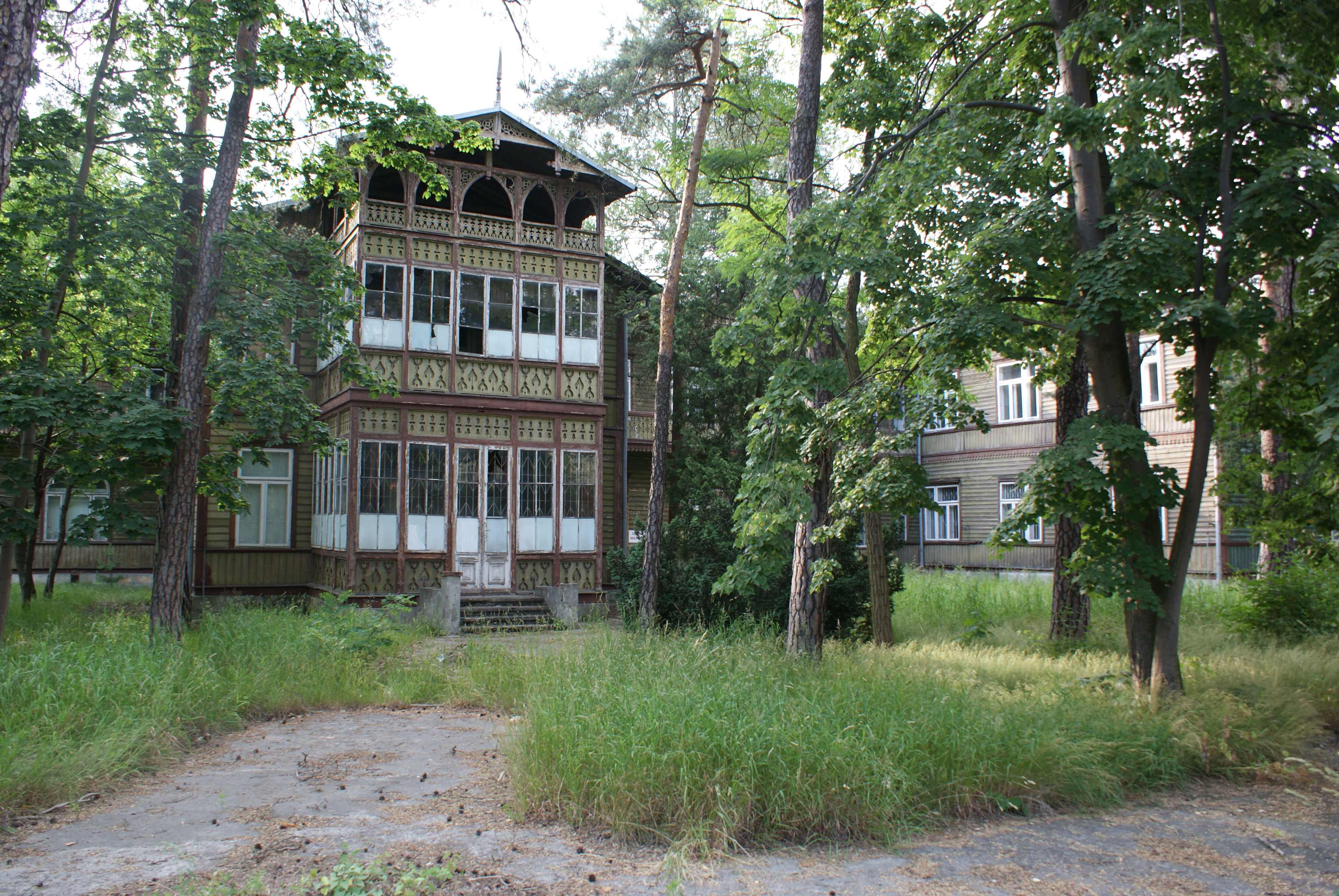
Fragment Willi Gurewicza w Otwocku w stylu świdermajer, prawdopodobnie jednej z najdłuższych drewnianych budowli w Europie

- Ratusz z końca lat 20. XX w. (przebudowana willa z XIX wieku), ul. Armii Krajowej 5
- Kościół św. Wincentego à Paulo, ul. Kopernika 1
- Obserwatorium magnetyzmu ziemskiego, ul. Brzozowa 2
- Obraz Matki Boskiej Swojczowskiej
- Willa „Albinów”, ul. Lelewela 3
- Willa „Kolonia Jadzin”, ul. Kochanowskiego 6/7/8
- Willa, ul. Bagatela 24
- Willa „Julia”, ul. Warszawska 23
- Willa Gurewicza w Otwocku w stylu świdermajer. Prawdopodobnie jedna z najdłuższych drewnianych budowli w Europie
- Dworzec kolejki wąskotorowej z 1914 r., ul. Wawerska 9
- Sąd (dawna Willa Racówka), ul. Czaplickiego 7
- Dom, ul. Zamenhofa 4
- Dom, ul. Poniatowskiego 11
- Kasyno z lat 30. XX w. (planowano wtedy uruchomienie tu kasyna gry, ale ostatecznie w Polsce 1918–1939 tego typu hazard nie został zalegalizowany; w tym budynku była restauracja i kino, obecnie szkoła ponadpodstawowa).
- Cmentarz żydowski w Otwocku
- Schron niemiecki z 1940 r.
- Dom mieszkalny z 1924, róg ul. Zielnej i ul. Wyzwolenia
- Dawny szpital przeciwgruźliczy
- Budynek w stylu świdermajer, ul. Kościelna

## Transport

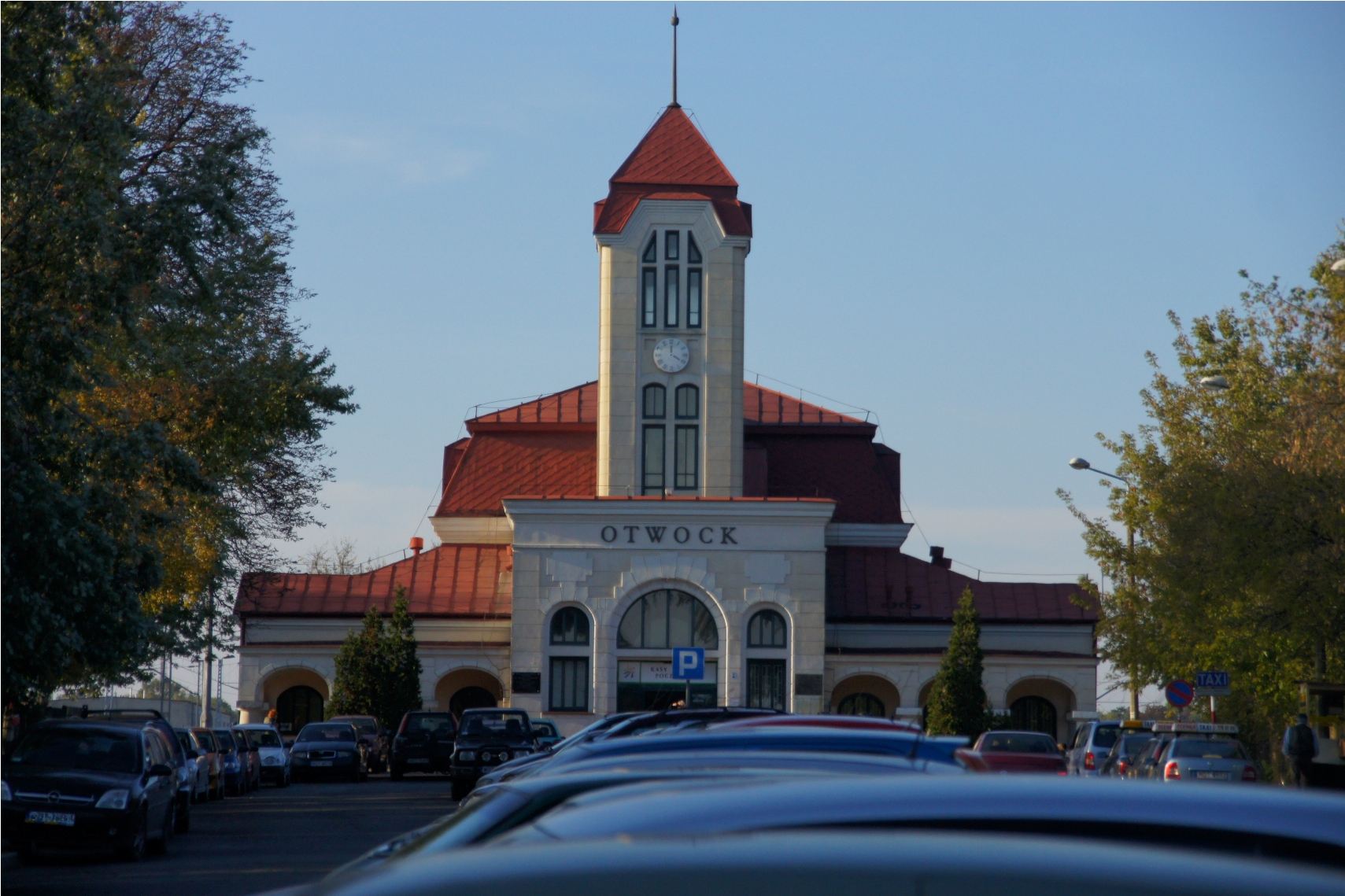
Dworzec kolejowy w Otwocku

### Drogowy
- droga ekspresowa S17, tzw. Szosa Lubelska
- droga wojewódzka nr 801, czyli Wał Miedzeszyński
- ulica lokalna przez Wawer, połączenie z węzłem Trasy Siekierkowskiej i Łazienkowskiej

### Kolejowy
- Szybka Kolej Miejska oraz Koleje Mazowieckie zapewniające częste połączenie Otwocka z Warszawą Zachodnią, przez Warszawę Śródmieście

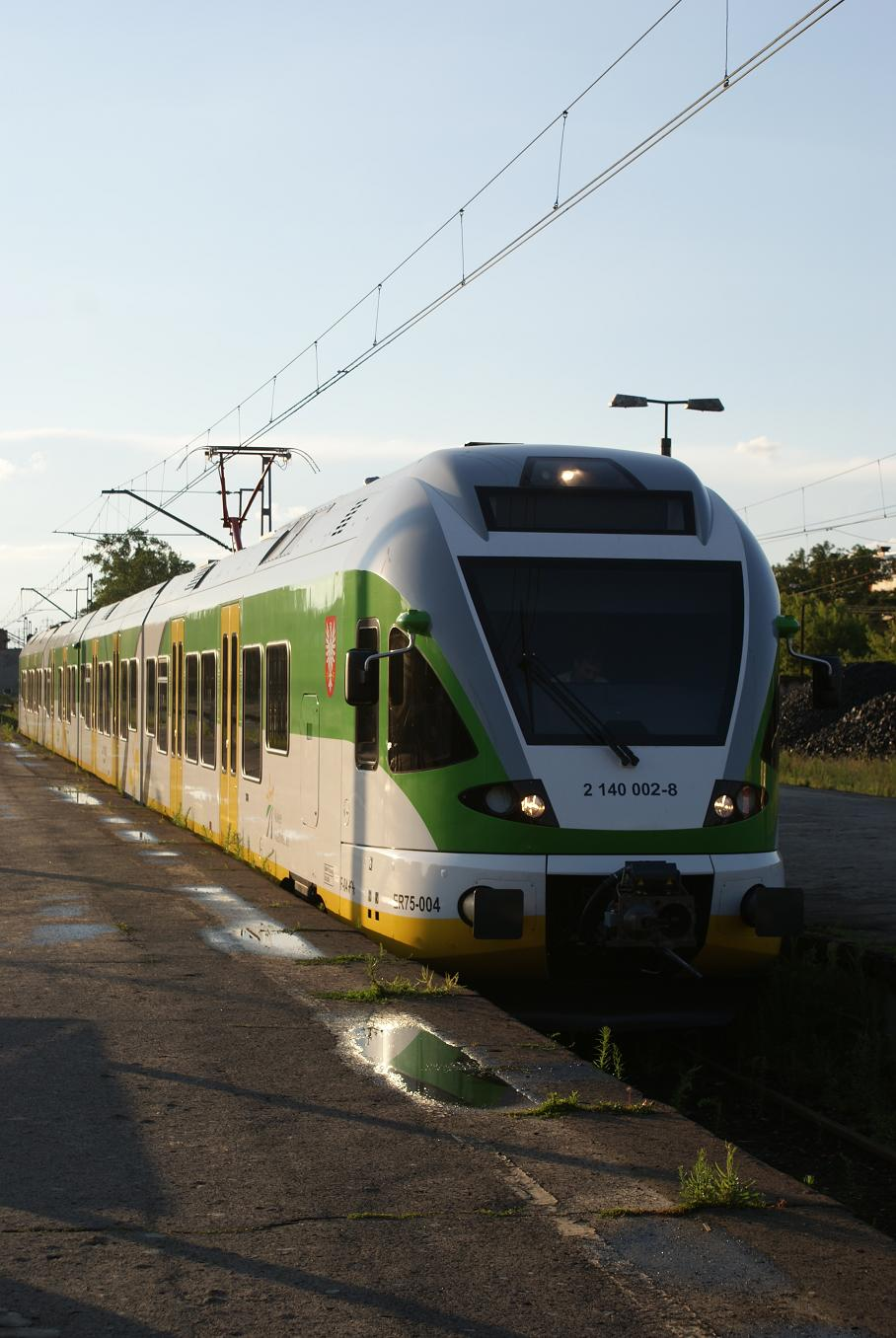
Stadler FLIRT serii ER75 Kolei Mazowieckich na stacji Otwock

- PKP Intercity zapewniający bezprzesiadkowy dojazd do Warszawy, Bydgoszczy, Lublina, Rzeszowa, Łodzi czy Wrocławia

#### Historia kolei wąskotorowej

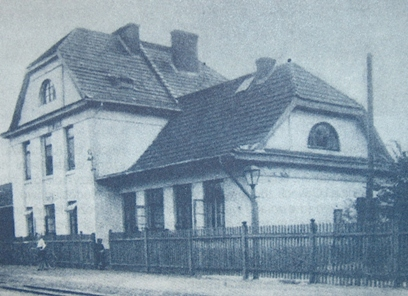
Stacja kolei wąskotorowej przy ulicy Wawerskiej 9A/11

W 1914 roku otwarto nowy odcinek trasy kolei wąskotorowej WAWER – KARCZEW. Było to przedłużenie trasy kolei jabłonowskiej, istniejącej już wtedy od 14 lat. Na odcinku otwockim pokrywała się z obecnymi ulicami: Turystyczną, Wawerską, Staszica, Karczewską.
Cała linia miała wtedy ponad 40 km:
JABŁONNA II (Zegrzyńska) – Modlińska – Jagiellońska – zjazd nad Wisłę – bulwar wiślany – Warszawa Most – bulwar wiślany – Zamoyskiego – Grochowska – Płowiecka – Wawer – Anin – Kaczy Dół – Borków – Radość – Falenica – Jarosław – Józefów – Świder – Otwock – KARCZEW.
Początkowo linia stawała się coraz bardziej atrakcyjna. Z czasem jednak napotykano na próby wycofania kolei jabłonowskiej. Wielokrotnie też zawieszano kursowanie linii na niektórych odcinkach, ale głównie z przyczyn wojennych.
W 1952 wskutek likwidacji środkowej części trasy doszło do rozdzielenia linii na dwa oddzielne odcinki: północny (funkcjonujący jeszcze do 1956 roku) oraz południowy. Ostatni, czterokilometrowy odcinek kolei OTWOCK – KARCZEW zlikwidowano w 1963 roku.

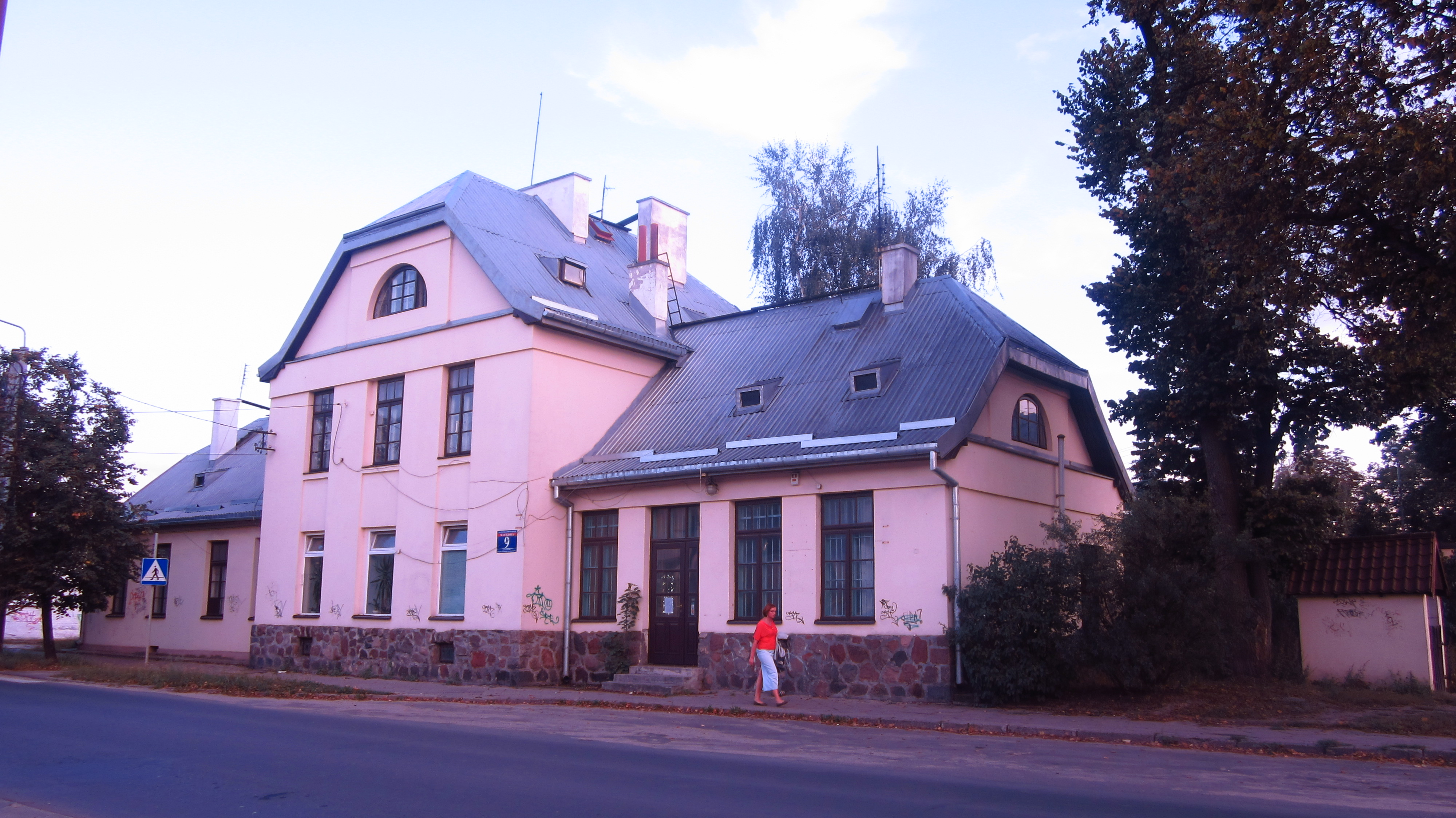
Dawny dworzec kolejki wąskotorowej w Otwocku – widok współczesny

Obecnie widać charakterystycznie daleko odsuniętą zabudowę po wschodniej stronie ul. Karczewskiej i Wawerskiej. To pozostałość po trasie kolei. Zachował się też budynek stacji (Wawerska 9A/11).

### Publiczny transport zbiorowy
Otwock jest częścią aglomeracji warszawskiej i sieć komunikacji miejskiej nadzoruje Zarząd Transportu Miejskiego.
Obecnie kursuje 6 linii:
- 702 (od 1956 jako 132[17], później jako linia S, następnie od 1959 roku przekształcona w 202[18], zaś od 1985[19] jako 702)

– trasa na terenie Otwocka: … – Orla – Powstańców Warszawy – Park Miejski – Urząd Skarbowy – Olszowa – Batorego – Okrzei – Tysiąclecia – Świdry Wielkie (z powrotem: Świdry Wielkie – Okrzei – Mazurska – Batorego – Olszowa – Szpital Powiatowy – Park Miejski – Hoża – Orla –).
- L20  – trasa na terenie Otwocka: OTWOCK-KUPIECKA – Kupiecka – Staszica –Świderska – Orla (powrót: Orla – Andriollego – Kupiecka) – Powstańców Warszawy – Andriollego – Pułaskiego – Poniatowskiego – Narutowicza – ... – RZAKTA
- L22 – trasa na terenie Otwocka: OTWOCK-KUPIECKA – Kupiecka – Staszica – Świderska – Orla (powrót: Orla – Andriollego – Kupiecka) – Powstańców Warszawy – Andriollego – Filipowicza – Żeromskiego – Szosa Lubelska – Wspaniała – Wypoczynkowa – Żeromskiego – Szosa Lubelska – Wiązowna (Urząd Gminy)

- L51 – linia na terenie Otwocka i Karczewa, następca linii L46:  – Warsztatowa – Miziołka – Wysockiego – Bednarska – Stare Miasto – Pomnik Kolei Wąskotorowej – Os. Ługi – Szpital Powiatowy – Hoża – Orla
- S1 (SKM) – trasa na terenie Otwocka: – Świder – Otwock
- N72 – nocna linia łącząca Karczew oraz Otwock z Dworcem Centralnym w Warszawie. W latach 2007–2012 kursowała jako N75. Po 8 latach przerwy wróciła i została wydłużona do Karczewa

Historyczne linie komunikacji miejskiej:
- 220 – kursowała w latach: 1984-1985
- 250 – kursowała w latach: 1985-1991
- 251 – kursowała w latach: 1985-1991
- 720 – kursowała w latach: 1985 oraz 1991-1993
- 721 – kursowała w latach: 1985 oraz 1991-1993
- N75 – kursowała w latach: 2007-2012
- ŚWIDRY WIELKIE – kursowała w latach: 1966-1980 (linia sezonowa, kursująca w okresie letnim w dni wolne od pracy)

## Oświata
Uczelnie

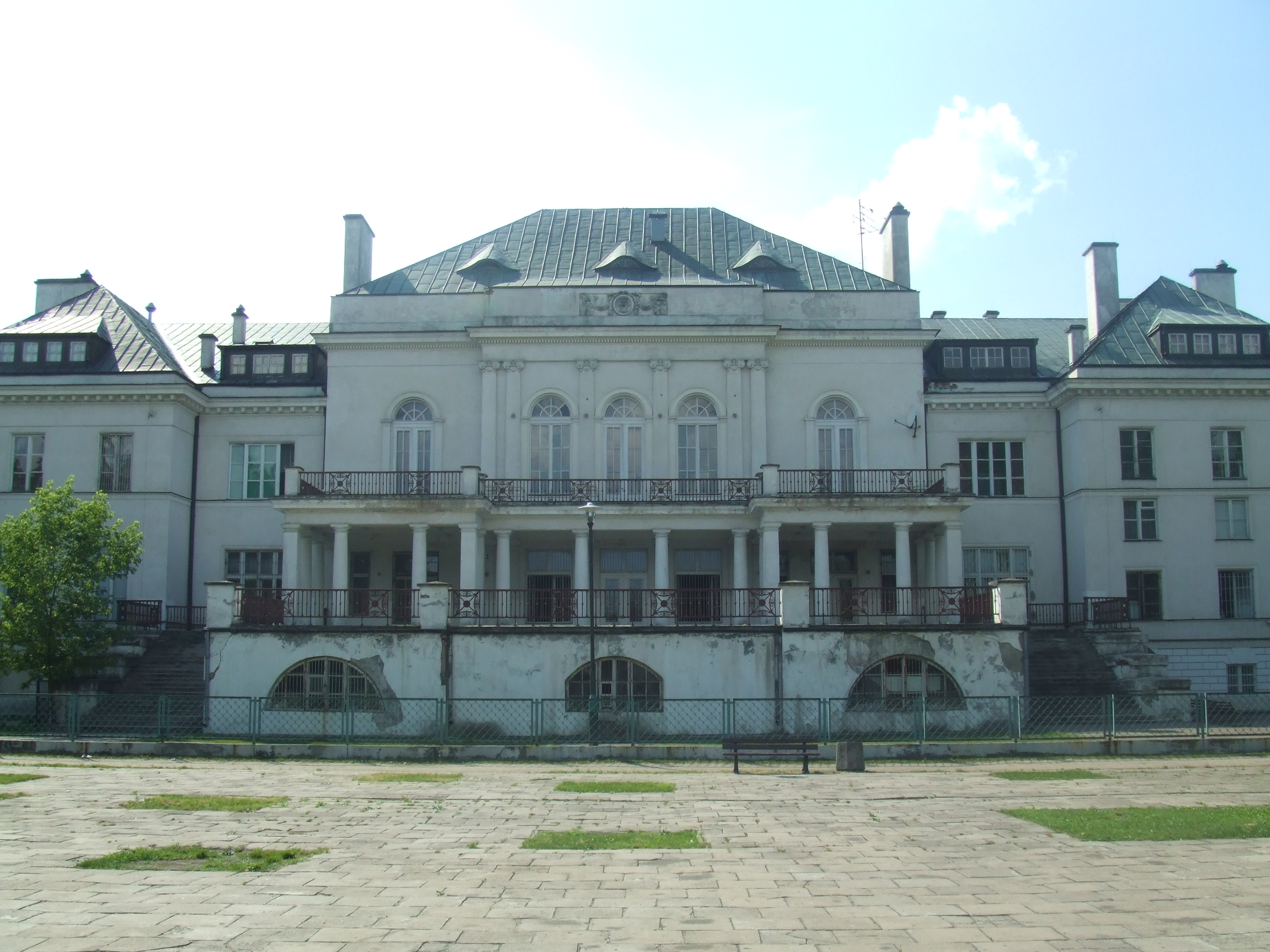
Liceum im. K.I. Gałczyńskiego w Otwocku

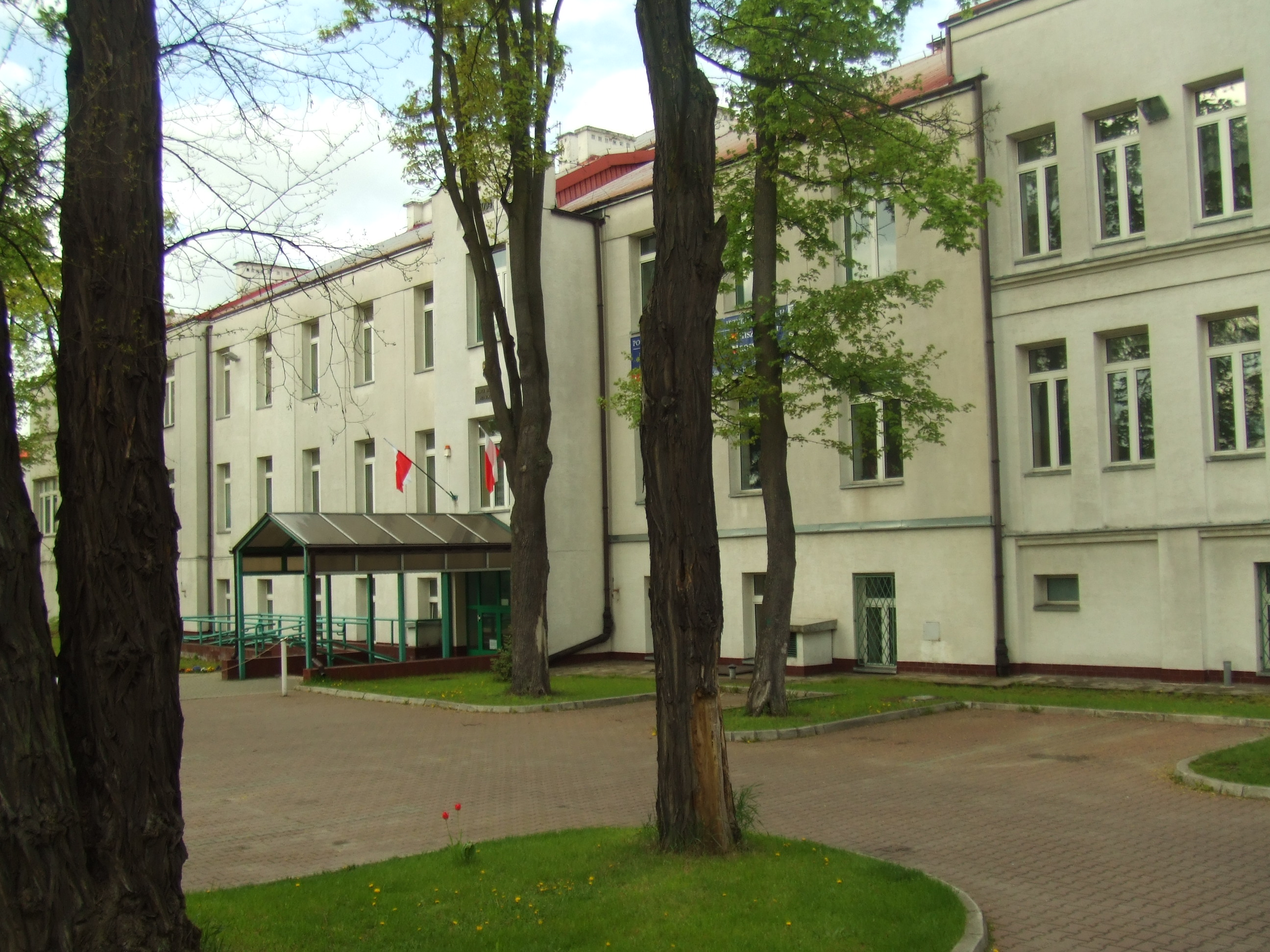
Liceum Ogólnokształcące im. J. Słowackiego w Otwocku

- Akademia Nauk Stosowanych Mazovia, filia w Otwocku (d. Warszawska Szkoła Wyższa)

Szkoły ponadpodstawowe
- Liceum Ogólnokształcące nr I im. Konstantego Ildefonsa Gałczyńskiego w Otwocku
- Liceum Ogólnokształcące im. Juliusza Słowackiego
- Katolickie Liceum im. Królowej Jadwigi
- Zespół Szkół Ekonomiczno-Gastronomicznych im. Stanisława Staszica
- Zespół Szkół Nr 2 im. Marii Skłodowskiej-Curie w Otwocku, dawniej Technikum Nukleoniczne
- Pascal Liceum Ogólnokształcące dla Dorosłych
- Pascal Policealna Szkoła Zawodowa
- Europejskie Centrum Kształcenia Pascal w Otwocku

Szkoły podstawowe
- Szkoła Podstawowa nr 1 im. Władysława Reymonta
- Szkoła podstawowa nr 2 im. Ireny Sendlerowej
- Szkoła podstawowa nr 3 im. Tomasza Morusa
- Szkoła podstawowa nr 4 im. Józefa Piłsudskiego
- Szkoła Podstawowa nr 5 im. Jadwigi Korczakowskiej
- Szkoła Podstawowa nr 6 im. Michała Elwiro Andriollego
- Szkoła Podstawowa nr 7 im. Batalionu „Zośka”
- Szkoła Podstawowa nr 8 im. Gen. Juliana Filipowicza
- Szkoła Podstawowa nr 9 im. Jana Pawła II
- Szkoła Podstawowa nr 12 im. Kornela Makuszyńskiego
- Szkoła Podstawowa Niepubliczna nr 56
- Szkoła Podstawowa Niepubliczna nr 96 i Społeczne Gimnazjum nr 1 im. Świętej Rodziny

## Media
Na terenie powiatu działały cztery telewizje regionalne: „Halotv” „Pixel tv”, „Otwock tv”, „Linia tv”. Obecnie są to portale internetowe (dawniej również gazety) HaloOtwock, iotwock.info, oraz portal internetowy i tygodnik: „Linia Otwocka”.

## Służby ratunkowe
Na terenie miasta Otwock znajdują się trzy jednostki straży pożarnej: Komenda Powiatowa PSP, OSP Otwock-Jabłonna oraz OSP Otwock Wólka Mlądzka. Miasto posiada również Komendę Powiatową Policji oraz Bazę Pogotowia Ratunkowego.

## Wspólnoty wyznaniowe

### Buddyzm
- Buddyjski Związek Diamentowej Drogi Linii Karma Kagyu:
  - grupa medytacyjna w Otwocku[21]

### Chrześcijaństwo

#### Katolicyzm
- Kościół greckokatolicki, archieparchia przemysko-warszawska, dekanat warszawsko-łódzki:
  - ośrodek duszpasterski w Otwocku, nabożeństwa prowadzone są w rzymskokatolickim kościele Zesłania Ducha Świętego[22]
- Kościół rzymskokatolicki, dekanat otwocki i dekanat Otwock-Kresy[23][24]:
  - Otwock – parafia pw. św. Wincentego á Paulo (1911);
  - Otwock – parafia księży Pallotynów pw. Zesłania Ducha Świętego (1989)
  - Otwock – parafia bł. Ignacego Kłopotowskiego (2005);
  - Otwock Świder Zachodni – parafia pw. św. Teresy od Dzieciątka Jezus (1950);
  - Otwock Kresy – parafia pw. Matki Bożej Królowej Polski (1978);
  - Otwock Śródborów – parafia pw. Niepokalanego Serca Maryi (1983);
  - Otwock Świder Wschodni – parafia pw. Matki Boskiej Częstochowskiej (1985);
  - Otwock Wólka Mlądzka – parafia pw. św. Józefa Oblubieńca NMP (1987);
  - Otwock Ługi – parafia pw. Miłosierdzia Bożego (1989);
  - Otwock Mlądz – parafia pw. Matki Bożej Nieustającej Pomocy (1992).

#### Protestantyzm
- Kościół Chrześcijan Baptystów w RP:
  - zbór „Droga Życia”[25][26]
- Zbór Baptystyczny „Berea”

#### Restoracjonizm
- Świadkowie Jehowy:
  - zbory: Otwock-Centrum, Otwock-Kresy (Sala Królestwa)[27].

### Nowe ruchy religijne
- Wspólnota Chrześcijan:
  - Wspólnota Chrześcijan Warszawa/Otwock[28]

## Sport
W mieście działa od 1924 roku Otwocki Klub Sportowy, w sezonie 2024/2025 występujący w klasie B.

## Turystyka
W mieście działa od 1963 r. Oddział Polskiego Towarzystwa Turystyczno-Krajoznawczego im. Michała Elwiro Andriollego. Otwocki PTTK obecnie zajmuje się prowadzeniem:
- Centrum Informacji Turystycznej,
- Pracowni Krajoznawczej,
- konserwacją i znakowaniem szlaków turystycznych,
- gromadzeniem materiałów dotyczących historii regionu otwockiego, szeroko rozumianej tematyki grobownictwa wojennego i związanych ze szlachecką przeszłością regionu.

W Otwocku również mieści się siedziba Zespołu Mazowieckich Parków Krajobrazowych oraz Muzeum Ziemi Otwockiej. Dziś walory turystyczne miasta i powiatu to rzeka Świder, która powoli jest oczyszczana po długoletnim okresie zanieczyszczenia, a także sosnowe lasy wchodzące w skład Mazowieckiego Parku Krajobrazowego. W pobliżu znajduje się również rezerwat przyrody „Na Torfach”.

## Władze miasta

### Rada Miasta
| Komitet wyborczy                         | Kadencja 2014–2018 | Kadencja od 2018 |
| ---------------------------------------- | ------------------ | ---------------- |
| Platforma Obywatelska                    | 1                  | 4                |
| Prawo i Sprawiedliwość                   | 10                 | 10               |
| Samorządowa Inicjatywa Mieszkańców       | –                  | 3                |
| Stowarzyszenie Inicjatywa dla Miasta     | 1                  | –                |
| Przyjazny Otwock                         | –                  | 3                |
| OTW                                      | 3                  | –                |
| Wspólnota Samorządowa Powiatu Otwockiego | 3                  | –                |
| Chrześcijańska Inicjatywa Społeczna      | 2                  | –                |
| Niezależny                               | 1                  | 1                |

Burmistrzowie
- Witold Kasperowicz (1916-1916)
- Józef Kwieciński (1916-1917)
- Georg Opitz (1917-1917)
- Stanisław Wróblewski (1917-1919)
- Izydor Klimontowicz (1919-1920)
- Michał Górzyński (1920-1934)
- Otto Samojłowicz-Salomonowicz (1934-1937)
- Jan Gadomski 1937-1939

W okresie II Wojny
- Jan Gadomski 1939–1944

Naczelnicy
- Feliks Betkier (1970–1975) oraz (1975–1980)
- Andrzej Wilczewski (1984–1986)
- Andrzej Mielcuch 1986

Prezydenci
- Andrzej Mielcuch (1986–1989)
- Krystyna Kubiak 1989
- Andrzej Bodalski (1989–1990)
- Antoni Fedorowicz (1990–1994)
- Andrzej Zyguła (1994–1998)
- Sławomir Dąbrowski (1998–2001)
- Krzysztof Boczarski (2001–2002)
- Andrzej Szaciłło (2002–2006)
- Zbigniew Szczepaniak (2006-2018)
- Jarosław Tomasz Margielski (od 2018)

Przewodniczący Rady Miasta:
- Alicja Azulewicz-Rek (2002–2006)
- Dariusz Kołodziejczyk (2006–2010)
- Piotr Mateusz Kudlicki (2010–2014)
- Jarosław Tomasz Margielski (2014-2018)
- Monika Joanna Kwiek (od 2018)

Wiceprzewodniczący Rady Miasta:
- Bartłomiej Kozłowski (od 2018)
- Arkadiusz Krzyżanowski (od 2018)

## Sąsiednie gminy
- Józefów
- Wiązowna
- Celestynów
- Karczew
- Konstancin-Jeziorna

## Współpraca międzynarodowa
Miasta i gminy partnerskie:
- Saint-Amand-Montrond[31]
- Lennestadt[31]
- Ōarai[32]
- Szumsk[33]